# 前田海嘉
前田 海嘉（まえだ みか、1984年5月1日 - ）は、テレビ東京の社員。元アナウンサー。

## 人物・略歴
- 東京都出身。血液型はO型。身長165cm。
- 慶應義塾湘南藤沢高等部、慶應義塾大学法学部政治学科卒業、同メディアコミュニケーション研究所修了。チルドレンズ・エクスプレス出身。
- 大学卒業後の2007年にテレビ東京へ入社。同期に繁田美貴、須黒清華、高蝶恵介がいる。3か月近くの研修を経て同年6月26日に、繁田、須黒と共に『Opening Bell』で番組に初出演する。
- 「世界卓球2009横浜大会」および「世界卓球2010モスクワ大会」のテレビ東京女子アナウンサー公式応援ユニット「ピンポン7」のメンバー。
- 2010年6月25日、人事異動によりアナウンサー職を離れ、スポーツ局へ異動し[3]、2011年4月2日開始のサッカー番組『FOOT×BRAIN』ではアシスタントプロデューサー (AP) を務めていたが、2012年7月1日付でアナウンス部に復帰した[4]。
- 2016年9月末で全ての番組を降板し、テレビ東京ウェブサイトのアナウンサープロフィールに掲載がなくなる。
- 趣味は料理。特技はスキューバダイビング。
- 夫は陸上競技選手の澤野大地[1]。その澤野が2021年6月時点のインタビューにて「2歳の娘が居る」ことを明らかにしていることから2018年7月から2019年5月までに長女を出産したと思われる[5]。

## 出演番組

### 過去

#### テレビ番組
- えいせい魂（BSジャパンでの放送、「杉作J太郎の妄想恋愛」のDVD発売記念の特別編、2009年3月15日 - 29日）
- ワールドビジネスサテライト（木、「トレンドたまご」コーナー担当、2007年10月 - 2008年9月）
- メガスポ!（2007年10月 - 2009年3月、2007年10月 - 2008年3月は金曜担当、2008年4月 - 2009年3月は月曜担当）
  - メガスポ!卓球女王決定戦2009（2009年1月10日、11日、18日、24日）
- ゴッドタン（2007年10月3日、松丸友紀アナウンサーの代理）
- モヤモヤさまぁ〜ず2　ゴールデン進出SP（2010年4月11日）
- EREGANT GOLF
- 速報バンクーバー2010 デイリーハイライト（2010年2月15日 - 18日、23日、24日、26日）
- neo sports
  - 月 - 水担当、2009年3月30日 - 9月23日
  - 火担当、2009年9月29日 - 2010年3月23日
  - 月担当、2010年3月29日 - 2010年6月21日
- みんなとてれと（不定期）
- Jナビ（不定期）
- もばたま調査隊（2009年10月12日 - 、不定期で番組宣伝のミニ番組で須黒と共に担当）
- 7スタLIVE（2012年10月 - 2013年3月、金曜MC）
- BSニュース 日経プラス10（サブキャスター）
- 表参道MODE
- チャージ730!（2015年9月7日、9月8日、大橋未歩の休暇代理）
- 日経みんなの経済教室（BSジャパン、2014年10月5日 - 2016年3月26日 ）
- ドラマスペシャル 望郷「雲の糸」（2016年9月28日）
- Mプラス11 （2014年3月31日 -2016年4月1日（月〜金）, 2016年4月4日 -  2016年9月30日（水〜金））
- 日経FTサタデー9[6]　（2016年4月2日- 2016年9月24日）

※他にゴルフ中継担当など

#### InterFM
- MIDNIGHT VOICE → PLASMA RADIO（火・水曜担当）
- ALL FAVORITE CLASSICS（日曜）
- AUDIO SQUARE（日曜）